# Žahenberc
Žahenberc – wieś w Słowenii, w gminie Rogatec. W 2018 roku liczyła 262 mieszkańców.